# Dourges
Dourges település Franciaországban, Pas-de-Calais megyében. Lakosainak száma 6068 fő (2022. január 1.). Dourges Oignies, Noyelles-Godault, Ostricourt, Évin-Malmaison és Hénin-Beaumont községekkel határos.

## Népesség
A település népességének változása:
| Lakosok száma | 5735 | 5766 | 5869 | 5891 | 5935 | 5928 | 5927 | 5997 | 6068 |
|               | 2013 | 2015 | 2016 | 2017 | 2018 | 2019 | 2020 | 2021 | 2022 |